# Macrozamia macdonnellii
Macrozamia macdonnellii ist eine Pflanzenart aus der Gattung Macrozamia innerhalb der Ordnung der Palmfarne (Cycadales). Das Artepitheton (und auch der englischsprachige Trivialname MacDonnell Ranges Cycad) bezieht sich auf das Herkunftsgebiet, die MacDonnell Ranges.

## Beschreibung

### Vegetative Merkmale
Die baumförmige Macrozamia macdonnellii bildet einen oberirdischen, meist kurzen Stamm, der Wuchshöhen von 0,4 bis zu selten 3 m und Durchmesser von 60 bis 80 cm erreicht. Der Stamm wächst sehr langsam, das Wachstum beträgt bei großen Pflanzen etwa 1 cm pro Jahr. 
Macrozamia macdonnellii bildet eine Krone aus 50 bis 120 Laubblättern. Die 12 bis 25 cm lang gestielten, matt-bläulichen Laubblätter, die mit zurück gebogener Rhachis, steif nach unten gebogen eine Länge von bis zu 1,5 bis 2,2 m erreichen sind schwach gekielt und einfach gefiedert. Ein gefiedertes Laubblatt besitzt 120 bis 170 Fiederblättchen. Die spitz auslaufenden Fiederblättchen sind gerade, leicht rinnig mit glattem Rand; die untersten sind zu Dornen reduziert, danach folgen etwa 15 bis 25 mm breite und die mittleren sind 20 bis 30 cm lang sowie 0,7 bis 1,1 cm breit.

### Generative Merkmale
Die männlichen Zapfen sind mit einer Länge von 25 bis 40 cm und einem Durchmesser von 8 bis 10 cm schlank; sie enden mit einem 0 bis 25 mm langen Stachel und besitzen 3 bis 4 cm lange sowie 1,5 bis 2 cm breite Mikrosporophylle. 
Die weiblichen Zapfen weisen eine Länge von 40 bis 50 cm und einen Durchmesser von 20 bis 27 cm auf; sie enden mit einem 0 bis 2 mm langen Stachel und besitzen 7 bis 10 cm lange Megasporophylle mit einem auf eine Breite von 8 bis 12,5 cm und eine Höhe von 4 bis 6 cm schildförmigem Ende. 
Die zahlreichen mit einer Länge von 6 bis 8 cm und einem Durchmesser von 4 bis 5,3 cm eiförmigen Samen sind von einer intensiv orangefarbenen bis orange-braunen Sarcotesta umgeben.

## Vorkommen

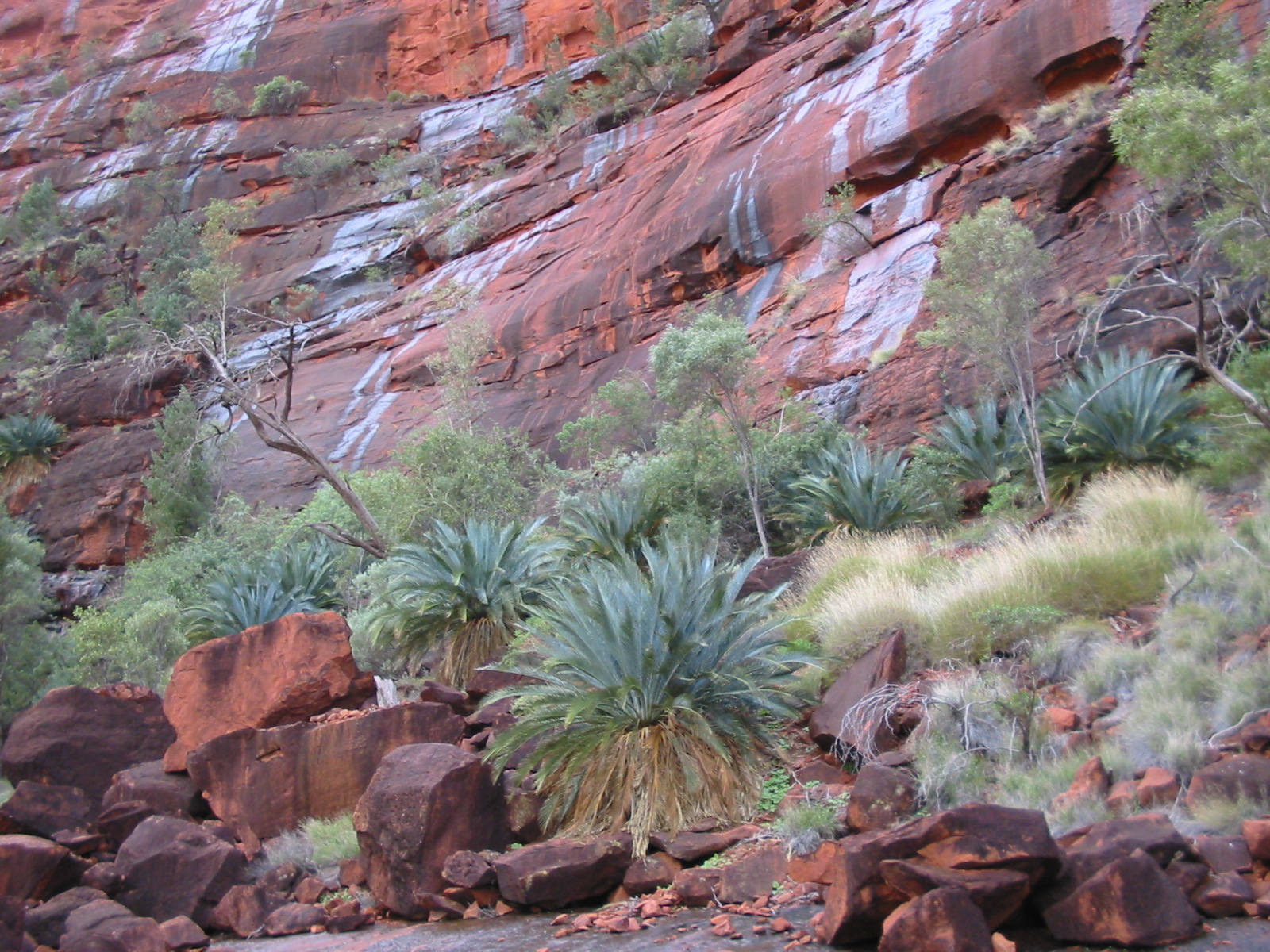
Macrozamia macdonnellii im Finke Gorge National Park

Macrozamia macdonnellii kommt ausschließlich in Zentral-Australien im Northern Territory endemisch im Gebirge der Macdonnell Ranges und einigen angrenzenden Gebirgszügen vor. Dort wächst sie meist in oder im Bereich der tiefen, teilweise schattigen Schluchten, an Abhängen in offenen Baumbeständen oder kommt in mit Stachelkopfgräsern bewachsenen Gebieten vor.
Macrozamia macdonnellii ist die einzige der Gattung Macrozamia, die in Zentral-Australien vorkommt.

### Gefährdung
Macrozamia macdonnellii gilt als in ihrem Bestand nicht gefährdet. Sie ist im Anhang II des Washingtoner Artenschutz-Übereinkommens (CITES) gelistet. 

## Systematik
Die Erstbeschreibung erfolgte unter der Bezeichnung „Macdonelli“ als Encephalartos macdonnellii Ferdinand von Mueller in Friedrich Anton Wilhelm Miquel: Verslagen en mededeelingen der Koninklijke Akademie van Wetenschappen. 15, S. 376, as  (1863). 1868 stellte sie Alphonse Pyrame de Candolle in Prodromus Systematis Naturalis Regni Vegetabilis, Band 16 (2), S. 537 unter dem Namen Macrozamia macdonnellii (F.Muell. ex Miq.) A.DC. in die Gattung Macrozamia.